# Кармьяно
Кармьяно (итал. Carmiano) — коммуна в Италии, располагается в регионе Апулия, в провинции Лечче.
Население составляет 12 292 человека (2008 г.), плотность населения составляет 534 чел./км². Занимает площадь 23 км². Почтовый индекс — 73041. Телефонный код — 0832.
В коммуне 16 — 18 августа особо празднуется Успение Пресвятой Богородицы. Покровителем коммуны почитается святой Вит, празднование в четвёртое воскресение октября и последующий понедельник.

## Демография
Динамика населения:

## Администрация коммуны
- Официальный сайт: http://www.comune.carmiano.le.it/ Архивная копия от 2 апреля 2010 на Wayback Machine